# Продпаровоз
«Продпарово́з» («Общество по продаже изделий русских паровозостроительных заводов») — промышленный территориальный синдикат (1897—1917) Российской империи в форме акционерного общества. Одно из крупнейших монополистических объединений Российской империи в отрасли тяжелой промышленности. Прекратил своё существование в октябре 1917 года.

## История

### Создание
Начиная с 1897 года, представители Механического завода Гартмана, Харьковского, Луганского, Брянского, Сормовского, Коломенского, Путиловского и Невского паровозостроительных заводов, а также Русского паровозостроительного и механического общества начали осуществлять совместную координацию на рынках сбыта. В 1901 году между этими предприятиями был подписан договор о распределении заказов на подвижной состав, что считается оформлением Продпаровоза в картельно-синдикативной формы:24.

### Органы правления
В 1908 году началась разработка устава и процедура оформления Продпаровоза как акционерного общества с названием «Общество по продаже изделий русских паровозостроительных заводов», однако устав не был утверждён государством. 1909 году общество приобрело синдикативную форму. Был организован Управляющий совет и специальный (внутренний фонд). Совет представлял интересы синдиката перед правительством Российской империи, распределял квоты по заказам между участниками синдиката, определял условия продления договоров между участниками:24.Данилевский Николай Иванович (1849, СПб. - 1929) с 1905 г. бессменный председатель Совета синдиката "Продпаровоз", фактически являлся одним из руководителей этой отрасли производства в масштабах страны.

### Состав синдиката
В состав синдиката входили Механический завод Гартмана, Харьковский и Луганский паровозостроительные заводы, Общество Брянских заводов, Сормовский, Коломенский, Путиловский и Невский заводы а также Русское паровозостроительное и механическое общество. Ведущую роль в синдикате играли Харьковский паровозостроительный завод (с ежегодным выпуском 185—200 паровозов) и Луганский паровозостроительный завод (с ежегодным выпуском 150—180 паровозов):24.

### Результаты
Паровозами, произведенными синдикатом Продпаровоз, были оснащены практически все железные дороги Российской империи в пределах нынешней Украины:24.

### Прекращение деятельности
Продпаровоз прекратил своё существование в октябре 1917 года:24. В 1918 году имущество синдиката было национализировано.